# Efecte de Haas

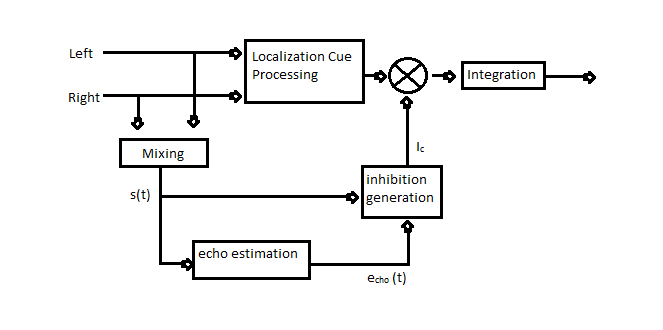
Efecte de Haas

L'efecte de Haas, conegut també com a efecte de precedència, és un fenomen que afecta a la percepció humana i que consisteix en percebre com un únic so dos tons consecutius, si el retard entre ells és inferior a 50 ms.
L'efecte de Haas va ser descrit pel metge alemany Helmut Haas, que el descrigué mitjançant l'anomenada «corba de Haas». Aquesta corba descriu com l'oïda percep, segons el retard i el nivell entre el so directe i el so retardat que emet una font, la integració dels dos sons i la localització de la font.
A l'efecte de Haas, el so que prové de la segona font es pot considerar una reverberació de la primera font. Per aquest motiu el cervell interpreta el senyal com si només hi hagués un so. En canvi, qual el retard és superior a 50 ms, el cervell no fa aquest efecte i interpreta els dos sons de manera individual.
Es poden donar quatre situacions:
- A: Zona òptima. Completa integració (suma de sons) i intel·ligibilitat (comprensió) del missatge. Localització correcta de la font. Retard menor de 5ms
- B: Zona intermèdia. Completa integració dels sons però disminueix la intel·ligibilitat del missatge. Percepció de desplaçament de la font. Retard de 5ms a 15ms.
- C: Zona intermèdia. El so retardat s'afegeix al directe, provocant un eco no gaire molest, i intel·ligibilitat del missatge. Retard de 15ms a 35ms.
- D: Zona no òptima. Gran retard que provoca un gran eco i una baixa intel·ligibilitat del missatge. Aquesta és la pitjor zona. Retard de 15ms a 35ms.[1]